# Mephosfolan
Mephosfolan (Name nach ISO und BSI) ist eine chemische Verbindung, die von American Cyanamid als Insektizid entwickelt, patentiert und 1963 auf den Markt gebracht wurde. Es wirkt auch akarizid. Die Aufnahme in die Anlage III des Rotterdamer Übereinkommens wird evaluiert.

## Gewinnung und Darstellung
Mephosfolan kann durch Reaktion von 1,2-Propandithiol mit Chlorcyan und anschließende Reaktion des Zwischenproduktes mit Diethylchlorthiophosphat gewonnen werden.

## Zulassung
In der Europäischen Union und der Schweiz sind keine Pflanzenschutzmittel zugelassen, die Mephosfolan enthalten.

## Forschung
Die Verbindung wird in der Forschung hinsichtlich ihres Transfers über die Plazenta und die Milch von Mäusen untersucht.